# Celio Antipatro
Lucio Celio Antìpatro (in latino Lucius Coelius Antipater; Roma, ... – dopo il 123 a.C.) è stato un retore, giurista e storico romano del II secolo a.C..

## Biografia
Attivo nell'età dei Gracchi, ebbe come allievo l'oratore Lucio Licinio Crasso.

## Opere
Fu il primo autore di una monografia in sette libri sugli avvenimenti della seconda guerra punica (218-202 a.C.), tra le fonti principali della III deca di Tito Livio. Di tale monografia rimangono solo pochi e brevi frammenti, una sessantina circa, con un giudizio che Cicerone espresse nel suo De oratore, in cui è considerato l'unico scrittore di storiografia degno di nota a Romaː si tratta, probabilmente, di un giudizio artistico e stilistico dovuto al fatto che pare sia stato il primo a curare la forma dell'opera storica, concependola come opera d'arte e, secondo l'esempio greco, inserendo digressioni e discorsi inventati.
Il lavoro, completato dopo il 121 a.C., fu dedicato al grammatico Lucio Elio Stilone Preconino e si pone come la prima opera monografica in lingua latina, in cui Celio usò non solo fonti romane, inclusa una lode funeraria, ma anche il racconto (forse neutrale) di Sileno di Calatte.